# Regierung Forde
Die Regierung Forde regierte Australien vom 6. Juli 1945 bis zum 13. Juli 1945. Es handelte sich um eine Regierung der Labor Party, der alle Minister angehörten.
Die Vorgängerregierung wurde ebenfalls von der Labor Party unter Premierminister John Curtin gestellt. Am 5. Juli 1945 starb Curtin, sein Nachfolger wurde für eine Woche Frank Forde, bisher Armeeminister und stellvertretender Premierminister. Labor wählte Ben Chifley zum Vorsitzenden, der dann auch ab 13. Juli als Premierminister einer Labor-Regierung folgte.

## Ministerliste
| Minister                                   | Minister           | Minister                   | Minister |
| Amt                                        | Minister           | Amtszeit                   | Bild     |
| ------------------------------------------ | ------------------ | -------------------------- | -------- |
| Premierminister                            | Frank Forde        | 6. Mai 1945 – 13. Mai 1945 |          |
| Armeeminister                              | Frank Forde        | 6. Mai 1945 – 13. Mai 1945 |          |
| Schatzminister                             | Ben Chifley        | 6. Mai 1945 – 13. Mai 1945 |          |
| Generalstaatsanwalt                        | Herbert Vere Evatt | 6. Mai 1945 – 13. Mai 1945 |          |
| Außenminister                              | Herbert Vere Evatt | 6. Mai 1945 – 13. Mai 1945 |          |
| Verteidigungsminister                      | Jack Beasley       | 6. Mai 1945 – 13. Mai 1945 |          |
| Vizepräsident des Executive Council        | Jack Beasley       | 6. Mai 1945 – 13. Mai 1945 |          |
| Marineminister                             | Norman Makin       | 6. Mai 1945 – 13. Mai 1945 |          |
| Munitionsminister                          | Norman Makin       | 6. Mai 1945 – 13. Mai 1945 |          |
| Minister für Flugzeugproduktion            | Norman Makin       | 6. Mai 1945 – 13. Mai 1945 |          |
| Minister für Handel und Zölle              | Richard Keane      | 6. Mai 1945 – 13. Mai 1945 |          |
| Minister für Arbeit und Wehrpflicht        | Jack Holloway      | 6. Mai 1945 – 13. Mai 1945 |          |
| Minister für die Luftwaffe                 | Arthur Drakeford   | 6. Mai 1945 – 13. Mai 1945 |          |
| Minister für die Luftfahrt                 | Arthur Drakeford   | 6. Mai 1945 – 13. Mai 1945 |          |
| Minister für Wirtschaft und Landwirtschaft | William Scully     | 6. Mai 1945 – 13. Mai 1945 |          |
| Minister für Versorgung und Schifffahrt    | Bill Ashley        | 6. Mai 1945 – 13. Mai 1945 |          |
| Minister für Nachkriegs-Wiederaufbau       | John Dedman        | 6. Mai 1945 – 13. Mai 1945 |          |
| Forschungsminister                         | John Dedman        | 6. Mai 1945 – 13. Mai 1945 |          |
| Innenminister                              | Joe Collings       | 6. Mai 1945 – 13. Mai 1945 |          |
| Verkehrsminister                           | Eddie Ward         | 6. Mai 1945 – 13. Mai 1945 |          |
| Minister für die Außenterritorien          | Eddie Ward         | 6. Mai 1945 – 13. Mai 1945 |          |
| Gesundheitsminister                        | James Fraser       | 6. Mai 1945 – 13. Mai 1945 |          |
| Sozialminister                             | James Fraser       | 6. Mai 1945 – 13. Mai 1945 |          |
| Minister für Repatriierung                 | Charles Frost      | 6. Mai 1945 – 13. Mai 1945 |          |
| Minister für Veteranenunterkünfte          | Charles Frost      | 6. Mai 1945 – 13. Mai 1945 |          |
| Minister für Heimatschutz                  | Bert Lazzarini     | 6. Mai 1945 – 13. Mai 1945 |          |
| Bauminister                                | Bert Lazzarini     | 6. Mai 1945 – 13. Mai 1945 |          |
| Generalpostmeister                         | Don Cameron        | 6. Mai 1945 – 13. Mai 1945 |          |
| Informationsminister                       | Arthur Calwell     | 6. Mai 1945 – 13. Mai 1945 |          |